# Lorenzo Musetti
Lorenzo Musetti (Carrara, 3 marzo 2002) è un tennista italiano.
Tennista dotato di un repertorio tecnico completo, ha vinto due titoli ATP su sei finali disputate, tra cui l’ATP 500 di Amburgo 2022. Nei tornei del Grande Slam, invece, vittoria finale a Wimbledon nel 2024 e a Parigi nel 2025   , secondo italiano a vincere due slam dopo Sinner. Sempre nel 2024, ai Giochi olimpici di Parigi, ha conquistato la medaglia di bronzo nel singolare, diventando il secondo tennista italiano di ambo i sessi ad arrivare individualmente al podio olimpico, cento anni dopo Uberto de Morpurgo. Ha raggiunto il 6º posto della classifica ATP nel giugno del 2025.
Con la nazionale italiana ha conquistato la Coppa Davis nel 2023 e nel 2024.
A livello Juniores è stato nº 1 del mondo ed ha vinto gli Australian Open junior nel 2019, quando, all'età di 16 anni e 10 mesi, è diventato il più giovane italiano di sempre a essersi aggiudicato uno Slam Under-18.

## Biografia
Figlio di Sabrina Ratti, impiegata, e di Francesco, operaio in una cava di marmo, ha iniziato a giocare a tennis all'età di cinque anni. A otto anni i genitori lo portano al Circolo Tennis Spezia, dove è entrato in contatto con il suo attuale coach Simone Tartarini, insieme al quale qualche anno più tardi si è trasferito allo Junior Tennis San Benedetto. Grazie ai risultati ottenuti a livello Under 18 si impone all'attenzione del Centro Tecnico Federale di Tirrenia, che nel 2017 ha iniziato a farlo allenare sotto la supervisione di Filippo Volandri, tre volte a settimana a Tirrenia e tre nel suo circolo.
Si è diplomato al liceo linguistico a Cecina (LI). Destrorso, gioca il rovescio a una mano.

## Carriera

### 2016-2018: finale agli US Open Juniores, esordio nel professionismo
Nel 2016, all'età di 14 anni, vince il doppio di Les Petits As in coppia con il connazionale Lorenzo Rottoli. Poco dopo solleva il suo primo trofeo in singolare dell'ITF Junior Circuit vincendo un torneo Grade 5 sul cemento di Tirana, superando in due set l'italiano Duccio Petreni. Nel febbraio del 2017 si aggiudica il primo titolo su terra rossa in un Grade 4 keniano, battendo in finale Filippo Moroni. Nello stesso torneo vince anche il doppio in coppia con Lorenzo Rottoli. Nel giugno dello stesso anno vince sulla terra rossa un Grade 2 polacco sconfiggendo in finale Emiliano Maggioli. Il 25 luglio, all'età di 15 anni, disputa il suo primo incontro tra i professionisti al torneo Futures Italy F23 di Pontedera dopo aver superato il tabellone di qualificazioni, e viene sconfitto in due set da Christian Lindell.
Ad aprile 2018 conquista il Trofeo Città di Firenze, battendo in finale il tedesco Leopold Zima, lo stesso avversario sconfitto poi il 6 maggio nell'atto conclusivo del torneo Grade 2 di Salsomaggiore Terme. Un mese più tardi vince il suo primo torneo Grade 1 sulla terra rossa di Berlino, trionfando in finale su Facundo Díaz Acosta. In giugno raggiunge i quarti di finale al torneo Juniores di Wimbledon.
Il 24 luglio 2018 disputa il suo secondo incontro tra i professionisti partecipando con una wild card, al Futures Italy F20 di Pontedera e viene sconfitto dal brasiliano José Pereira. A settembre diventa il primo italiano a giungere in finale agli US Open juniores 28 anni dopo Andrea Gaudenzi, e viene sconfitto da Thiago Seyboth Wild in tre set. Al termine della stagione 2018 era il n° 4 del ranking ITF Juniores.

### 2019: trionfo agli Australian Open Juniores, prime vittorie nel professionismo
Inaugura la stagione con il trionfo agli Australian Open Juniores superando in finale Emilio Nava dopo aver salvato un match point nel super tie-break; diventa così il primo italiano a conquistare lo Slam under 18 di Melbourne, il quinto uomo italiano ad aggiudicarsi un Major juniores e il più giovane italiano di entrambi i sessi a realizzare questo exploit.
Il 12 febbraio vince il suo primo incontro a livello professionistico sul cemento dell'ITF M25 di Barnstaple superando in tre set lo statunitense Felix Corwin, al quale annulla tre match point. Negli ottavi di finale viene eliminato in due set da Sadio Doumbia. La settimana successiva entra con una wild card nel suo primo torneo dell'ATP Challenger Tour agli Internazionali di Tennis di Bergamo ed esce al primo turno per mano di Roman Safiullin. Con un'altra wild card gioca nel torneo di Sophia-Antipolis e il 1º aprile vince il suo primo incontro in un Challenger battendo al primo turno l'egiziano Karim-Mohamed Maamoun col punteggio di 3–6, 6–1, 6–2. Diventa così il primo giocatore nato nel 2002 a vincere un incontro in questa categoria. La vittoria gli garantisce i primi 5 punti ATP, grazie ai quali l'8 aprile fa il suo ingresso nella classifica mondiale. Guadagna altre posizioni raggiungendo gli ottavi di finale nei Challenger 80 di Barletta e Francavilla al Mare
Il 10 giugno raggiunge la prima posizione della classifica mondiale ITF. Dopo due eliminazioni consecutive al primo turno nei tornei di Vicenza e Parma, raggiunge la sua prima semifinale Challenger, senza perdere un set, al torneo di Milano. Elimina nell'ordine Pavel Kotov, il n° 110 del mondo Tarō Daniel, sconfitto 6–1, 6–0, il dominicano José Hernandez-Fernandez e nei quarti Marcelo Arévalo. In semifinale viene sconfitto daa Hugo Dellien. Il 5 ottobre alza il suo primo trofeo da professionista vincendo il torneo di doppio all'M25 di Santa Margherita di Pula in coppia con Giulio Zeppieri. Due settimane più tardi conquista il primo titolo in singolare all'ITF M15 di Adalia, sconfiggendo in finale Fábián Marozsán in due set. La settimana successiva, nella stessa località, si aggiudica il secondo titolo consecutivo battendo in finale il russo Ronald Slobodchikov in due set. Nel suo ultimo torneo dell'anno, giunge ai quarti di finale al Challenger di Ortisei. Dopo il successo su Benjamin Hassan, ha la meglio sul n° 119 ATP Gianluca Mager, su  Bernabé Zapata Miralles e perde nei quarti contro Sebastian Ofner, dopo tredici incontri vinti consecutivamente.

### 2020: terzo turno a Roma, primo titolo Challenger e prima semifinale ATP
Supera Amir Weintraub nel primo turno delle qualificazioni degli Australian Open, vincendo il suo primo incontro nel tabellone cadetto di un torneo ATP. Al secondo turno sconfigge in rimonta il n° 151 ATP Marius Copil per poi cedere in due set a Tallon Griekspoor. Al Challenger Open Quimper Bretagne Occidentale supera le qualificazioni e perde al primo turno contro Tejmuraz Gabašvili. Nel successivo Challenger Cherbourg-La Manche supera Lucas Miedler e Hiroki Moriya, e cede negli ottavi di finale a Quentin Halys. Non supera il primo turno al Challenger di Bergamo.
Al torneo ATP 500 di Dubai entra nel tabellone di qualificazione con una wild card e al primo turno elimina il n° 100 del ranking Alexei Popyrin, primo top 100 sconfitto in carriera. Nel turno decisivo ha la meglio su Evgenij Donskoj con un doppio tie-break. A 17 anni e 11 mesi diventa il primo tennista nato nel 2002 a disputare un incontro nel circuito maggiore. Esce poi al turno di esoprdio per mano di Andrej Rublëv. Il 2 marzo fa il suo esordio nella top 300, alla 286ª posizione mondiale.
Al torneo di Trieste raggiunge la sua seconda semifinale Challenger senza perdere alcun set con i successi su Daniel Altmaier, la testa di serie n° 1 Popyrin e Juan Pablo Ficovich. A negargli l'accesso alla finale è il qualificato Carlos Alcaraz. Supera il tabellone cadetto degli Internazionali d'Italia e accede per la prima volta al tabellone principale di un torneo Masters 1000 sconfiggendo nell'ordine Bernabé Zapata Miralles, Leonardo Mayer e Giulio Zeppieri. Nel tabellone principale elimina in due set il n° 17 del mondo Stan Wawrinka e Kei Nishikori. Al terzo turno viene battuto da Dominik Koepfer e il 21 settembre raggiunge la posizione n° 180 del ranking.
La settimana successiva conquista il suo primo titolo Challenger agli Internazionali di Forlì, sconfigge Tejmuraz Gabašvili, la testa di serie n°1 Frances Tiafoe, nei quarti concede appena quattro giochi ad Andreas Seppi e nel penultimo atto supera Lloyd Harris, ritiratosi nel set decisivo. La finale lo vede trionfare su Thiago Monteiro in due tie-break. Negli ottavi del Challenger di Parma Frances Tiafoe si prende la rivincita. Nella prima edizione del 250 di Pula diventa il primo nato nel 2002 a raggiungere una semifinale del circuito maggiore, senza perdere alcun set elimina Pablo Cuevas, Andrea Pellegrino e Yannick Hanfmann; un infortunio al braccio patito durante la semifinale lo costringe al ritiro e il 19 ottobre sale alla 123ª posizione mondiale.

### 2021: semifinali ad Acapulco e Lione, ottavi a Parigi, top 60

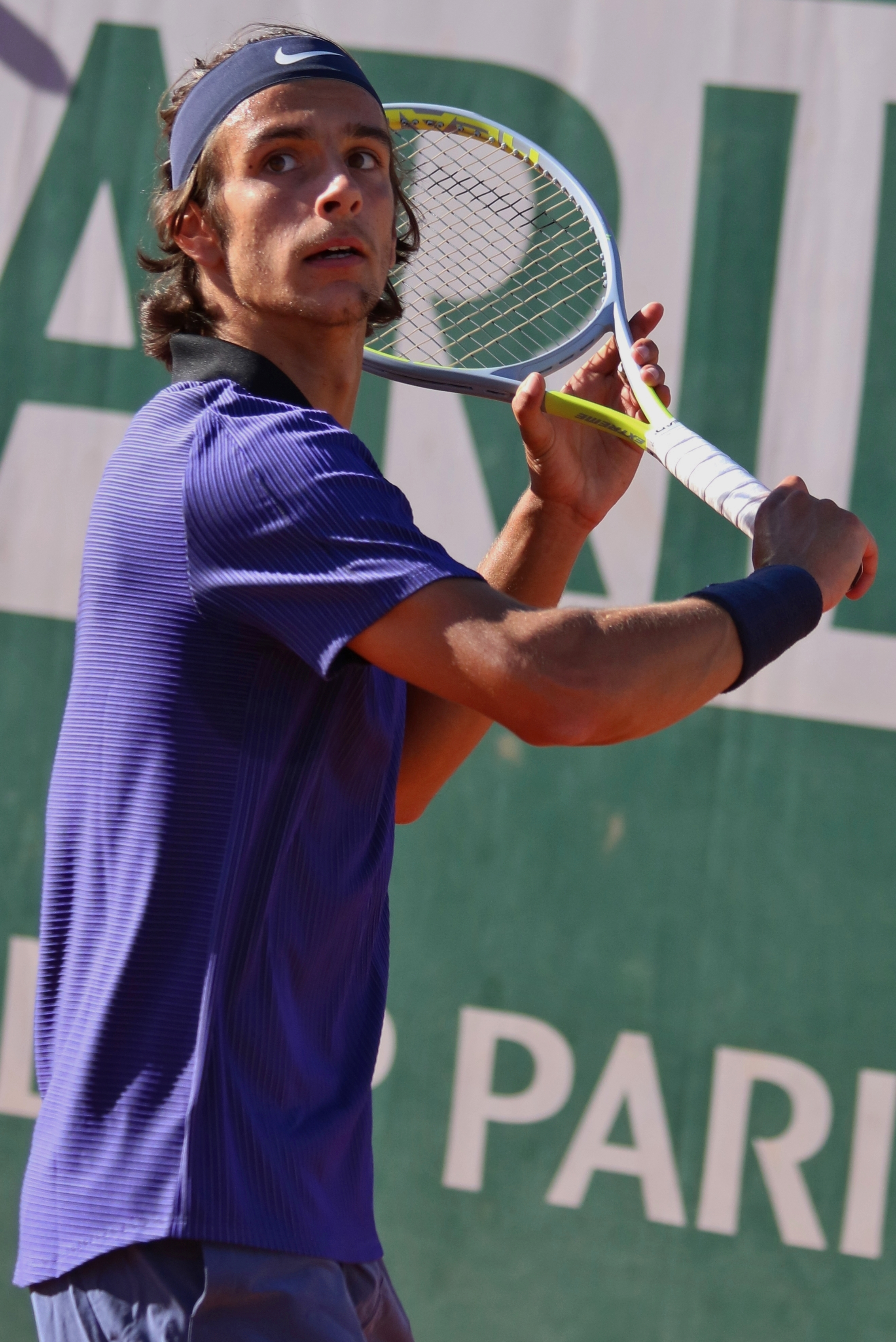
Musetti al Roland Garros 2021

Dopo l'eliminazione nelle qualificazioni agli Australian Open, gioca i due Challenger di Adalia; nel primo si spinge fino alla finale, persa contro Jaume Munar, mentre nel secondo viene subito fermato da Leonardo Mayer. Raggiunge la finale al Challenger di Biella II, sconfiggendo Stefano Napolitano, Lukáš Lacko, Ernests Gulbis (a cui concede solo 6 giochi) e Andreas Seppi, perde contro Kwon Soon-woo e sale alla 115ª posizione della classifica ATP. Supera le qualificazioni ad Acapulco e al primo turno sconfigge in tre set il nº 9 del mondo Diego Schwartzman, primo top 10 sconfitto in carriera. Ha la meglio al tie-break del set decisivo su Frances Tiafoe e con la vittoria su Grigor Dimitrov diventa il più giovane italiano a essersi qualificato per la semifinale di un ATP 500. Viene sconfitto in due set da Stefanos Tsitsipas e sale alla 94ª posizione ATP, diventando il più giovane in top 100. Al Masters 1000 di Miami supera Michael Mmoh e Benoît Paire e al terzo turno viene sconfitto da Marin Čilić in due set.
Al primo turno dell'ATP 250 di Cagliari concede un solo gioco a Dennis Novak, sconfigge poi al tie-break del set decisivo la testa di serie nº 1 Daniel Evans dopo aver annullato quattro match point. Nei quarti viene sconfitto in tre set da Laslo Đere. Eliminato al turno di esordio al Masters 1000 di Monte Carlo, a Barcellona perde al secondo turno da Félix Auger-Aliassime dopo aver superato Feliciano López. Agli Internazionali d'Italia sconfigge la testa di serie nº 15 Hubert Hurkacz ritiratosi durante il secondo set dopo aver perso il primo, e cede a a Reilly Opelka. Nel 250 di Lione approda alla semifinale con i successi sulla testa di serie nº 7 Félix Auger-Aliassime, su Sebastian Korda e nei quarti di finale su Aljaž Bedene, e viene sconfitto in tre set dal nº 5 del mondo Stefanos Tsitsipas. Non va oltre il secondo turno al 250 di Parma.
Al Roland Garros esordisce nel tabellone principale di un torneo del Grande Slam e sconfigge in tre set David Goffin, nº 13 del mondo. Batte quindi Yoshihito Nishioka con cui aveva perso a Parma e al terzo turno disputa e vince il suo primo incontro in cinque set, eliminando Marco Cecchinato, diventando il secondo italiano dell’era Open a raggiungere gli ottavi di finale alla prima presenza nel tabellone principale di un Major, 37 anni dopo Francesco Cancellotti. A sbarrargli la strada è il nº 1 del mondo Novak Đoković, futuro vincitore del torneo, contro il quale è costretto al ritiro nel quinto set a causa di problemi fisici dopo aver vinto i primi due set ed essere stato in svantaggio per 0-4 nel quinto. A fine torneo sale al 58º posto mondiale. Non supera il primo turno alle Olimpiadi di Tokyo. Al suo esordio assoluto agli US Open elimina Emilio Nava e cede in tre set a Reilly Opelka. Nei mesi successivi vince in totale due match negli ultimi sei tornei stagionali. Si qualifica alle Next Gen ATP Finals e viene eliminato nel round robin.

### 2022: titoli ad Amburgo e Napoli, top 30

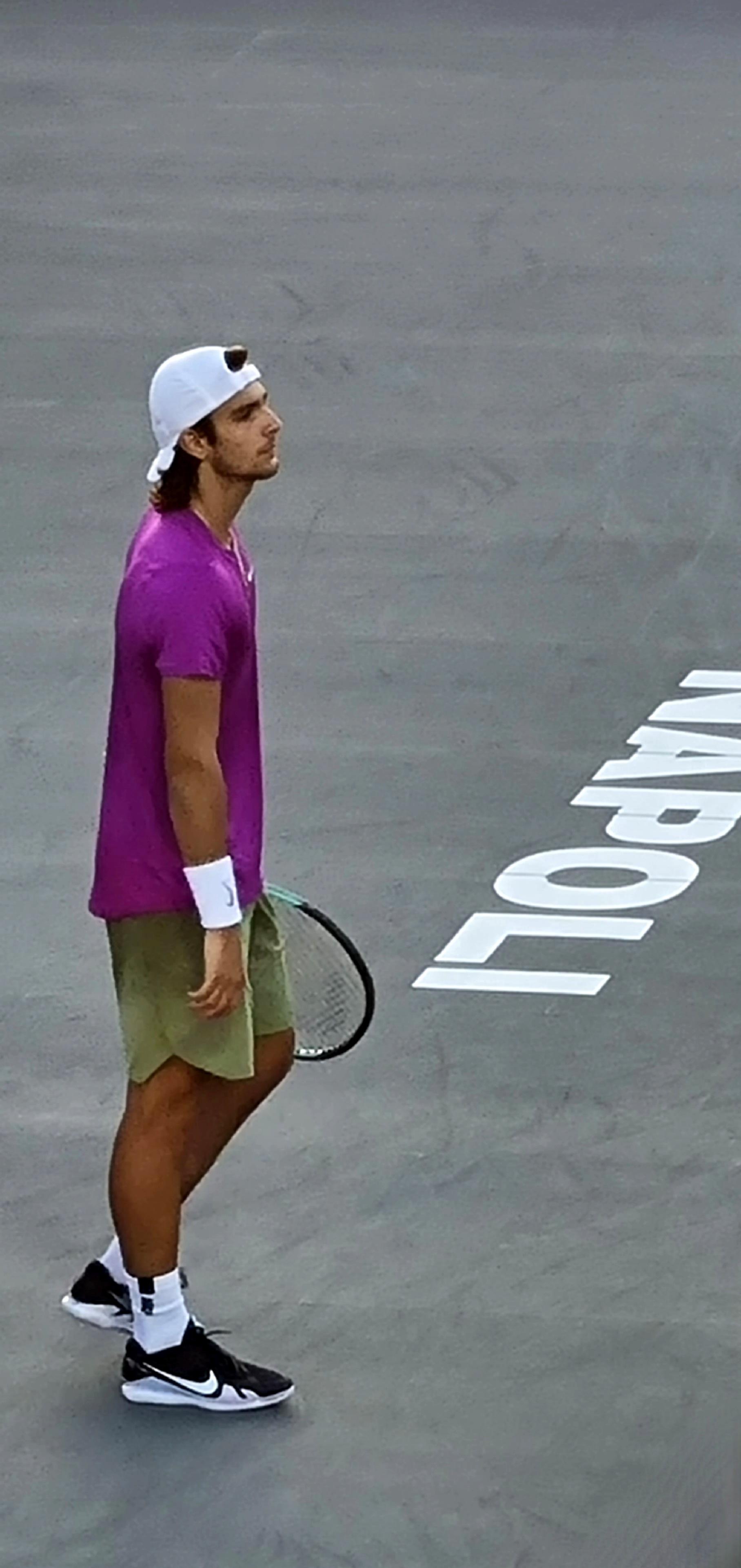
Musetti nella vittoriosa finale della Tennis Napoli Cup 2022

La sua prima esperienza nel main draw degli Australian Open lo vede uscire al primo turno in quattro set contro Alex de Minaur. A Pune torna dopo otto mesi a disputare i quarti di finale nel circuito maggiore e viene sconfitto da Kamil Majchrzak. Stessa sorte a Rotterdam, dove batte in tre set Hubert Hurkacz, testa di serie nº 4, e si arrende nel set decisivo al qualificato Jiří Lehečka. Il 5 marzo esordisce in Coppa Davis contro la Slovacchia e superando in rimonta Norbert Gombos regala all'Italia il punto decisivo per la qualificazione alla fase finale della manifestazione; due giorni dopo sale alla posizione nº 56 del ranking ATP. Esce nei quarti di finale anche a Marrakech, dove elimina Albert Ramos e Carlos Taberner prima di essere sconfitto da Laslo Đere.
Raggiunge per la prima volta gli ottavi di finale al Masters 1000 di Monte Carlo, grazie ai successi su Benoit Paire e sul nº 9 del mondo Félix Auger-Aliassime, secondo top 10 battuto in carriera, e viene eliminayto da Diego Schwartzman. Nel 500 di Barcellona, sconfigge Sebastián Báez e Daniel Evans per poi cedere nuovamente a Schwartzman. All'esordio assoluto al Masters 1000 di Madrid, supera le qualificazioni e raggiunge gli ottavi di finale grazie ai successi su Il'ja Ivaška e Sebastian Korda, ritirandosi poi a causa di un infortunio durante il match contro Alexander Zverev. Il 9 maggio raggiunge la posizione nº 51 della graduatoria mondiale. Al Roland Garros esce al primo turno per mano di Stefanos Tsitsipas, nº 4 del mondo, dopo essere stato in vantaggio di due set. Su erba raccoglie tre eliminazioni al primo turno, tra cui quella a Wimbledon. Ad Amburgo conquista il prestigioso titolo ATP 500 con il successo in una spettacolare finale su Carlos Alcaraz con il punteggio di 6–4 6–7 6–4.

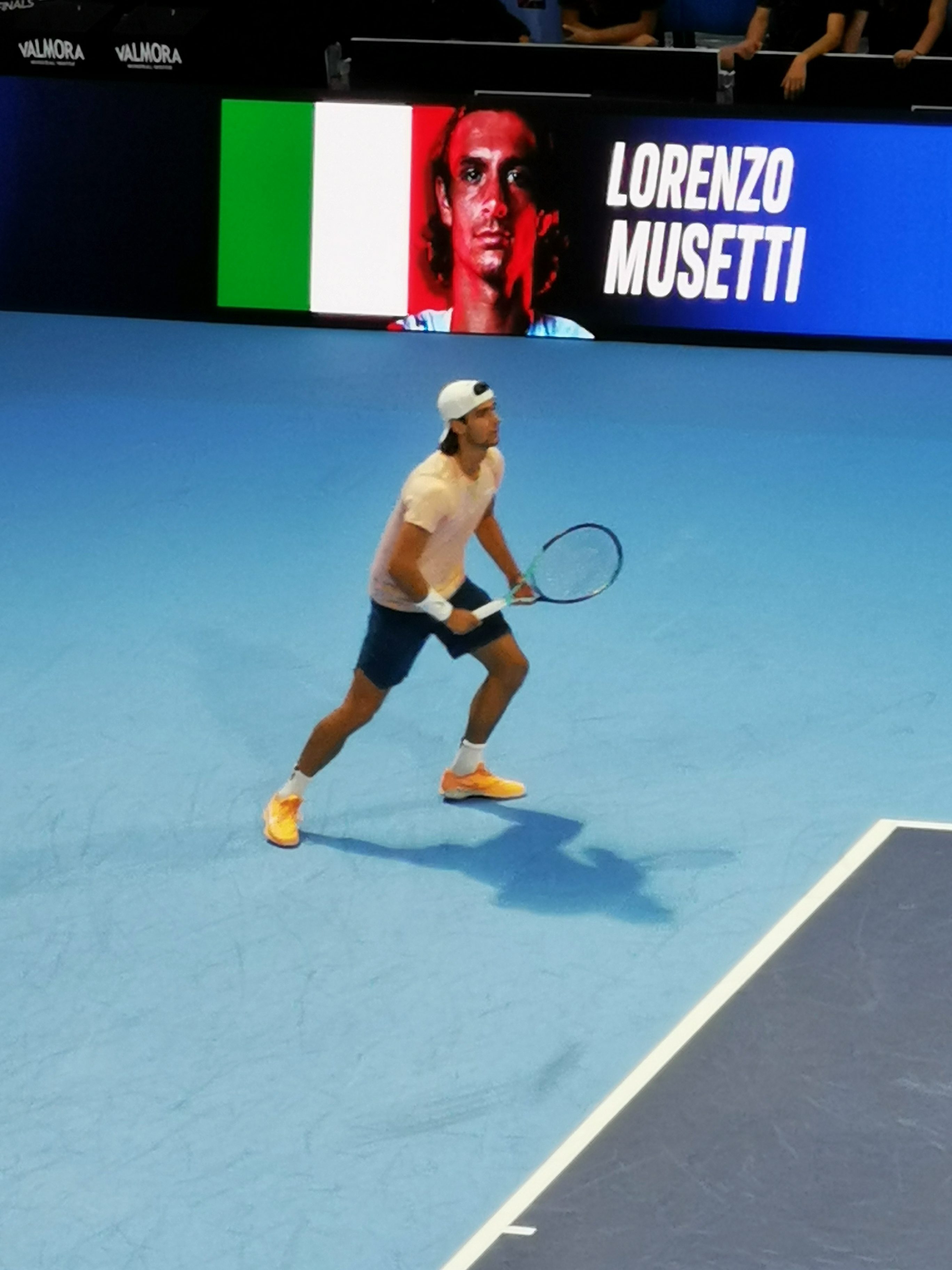
Musetti durante le Next Generation ATP Finals 2022 a Milano

Eliminato nelle fasi iniziali ai tornei di Cincinnati e Winston-Salem, al primo turno degli US Open la spunta contro David Goffin dopo oltre 4 ore e mezzo di gioco, vincendo il suo primo incontro al quinto set sul cemento. Con la vittoria sul qualificato Gijs Brouwer raggiunge per la prima volta il terzo turno a Flushing Meadows e si arrende a Il'ja Ivaška. A settembre batte in Coppa Davis Borna Gojo nella fase a gironi contro la Croazia. Nell'ATP 250 di Sofia si spinge fino alla semifinale, la prima sul cemento indoor, e viene sconfitto dal vincitore del titolo Marc-Andrea Hüsler. Nel 250 di Firenze approda in semifinale per la terza volta in stagione battendo nettamente Bernabé Zapata Miralles e Mackenzie McDonald, e viene sconfitto in due set dal vincitore del torneo Félix Auger-Aliassime.
Nel 250 di Napoli conquista il secondo titolo ATP in carriera, il primo sul cemento, senza perdere un set. Batte nell'ordine Đere, Daniel Galán e in semifinale Kecmanovic, l'unico in grado di strappargli un turno di servizio. In finale trionfa in due set sul nº 16 del mondo Matteo Berrettini, a fine torneo sale alla 23ª posizione mondiale. A Parigi-Bercy giunge per la prima volta ai quarti di finale in un Masters 1000, grazie ai successi su Marin Čilić, Nikoloz Basilašvili e sul nº 4 del mondo Casper Ruud, primo top 5 da lui sconfitto in carriera. A eliminarlo è il nº 7 del mondo Novak Djokovic che gli concede tre giochi. Alle Next Gen ATP Finals, viene eliminato nel round robin, mentre in Coppa Davis viene sconfitto sia da Taylor Fritz che da Félix Auger-Aliassime.

### 2023: ottavi a Parigi, Coppa Davis, top 15
Inizia il 2023 alla United Cup, in cui vince le sfide di singolare contro il norvegese Viktor Durasovic, il polacco Daniel Michalski e Felipe Meligeni Alves. In semifinale sconfigge il greco Stefanos Sakellaridis, mentre in finale si ritira dopo aver perso il primo set contro Frances Tiafoe, a causa di un infortunio alla spalla destra, contribuendo alla sconfitta dell'Italia contro gli Stati Uniti. Agli Australian Open viene eliminato al primo turno contro Lloyd Harris al tie-break del quinto set, e nei cinque tornei successivi, tra i quali figurano i due Masters 1000 primaverili americani, vince solo il match contro Pedro Cachín all'ATP 250 di Buenos Aires.
Raggiunge i quarti di finale a Marrakech e viene eliminato da Alexandre Müller. Al Masters 1000 di Montecarlo supera Miomir Kecmanović e Luca Nardi, mentre negli ottavi di finale la spunta in tre set su Novak Djokovic, diventando l'ottavo italiano ad aver sconfitto il leader del ranking ATP, nonché il primo ad aver realizzato l'impresa nel torneo monegasco. Nei quarti raccoglie soltanto quattro giochi contro Jannik Sinner. Raggiunge per la prima volta la semifinale all'ATP 500 di Barcellona con i successi su Jason Kubler e Cameron Norrie e grazie al forfait di Jannik Sinner nei quarti di finale. Nel penultimo atto si arrende in tre set al nº 5 del mondo Stefanos Tsitsipas. Eliminato al primo turno al Masters 1000 di Madrid, agli Internazionali d'Italia viene sconfitto ancora una volta da Stefanos Tsitsipas, negli ottavi di finale, dopo aver superato la wild card Matteo Arnaldi e Frances Tiafoe, nº 12 del mondo.

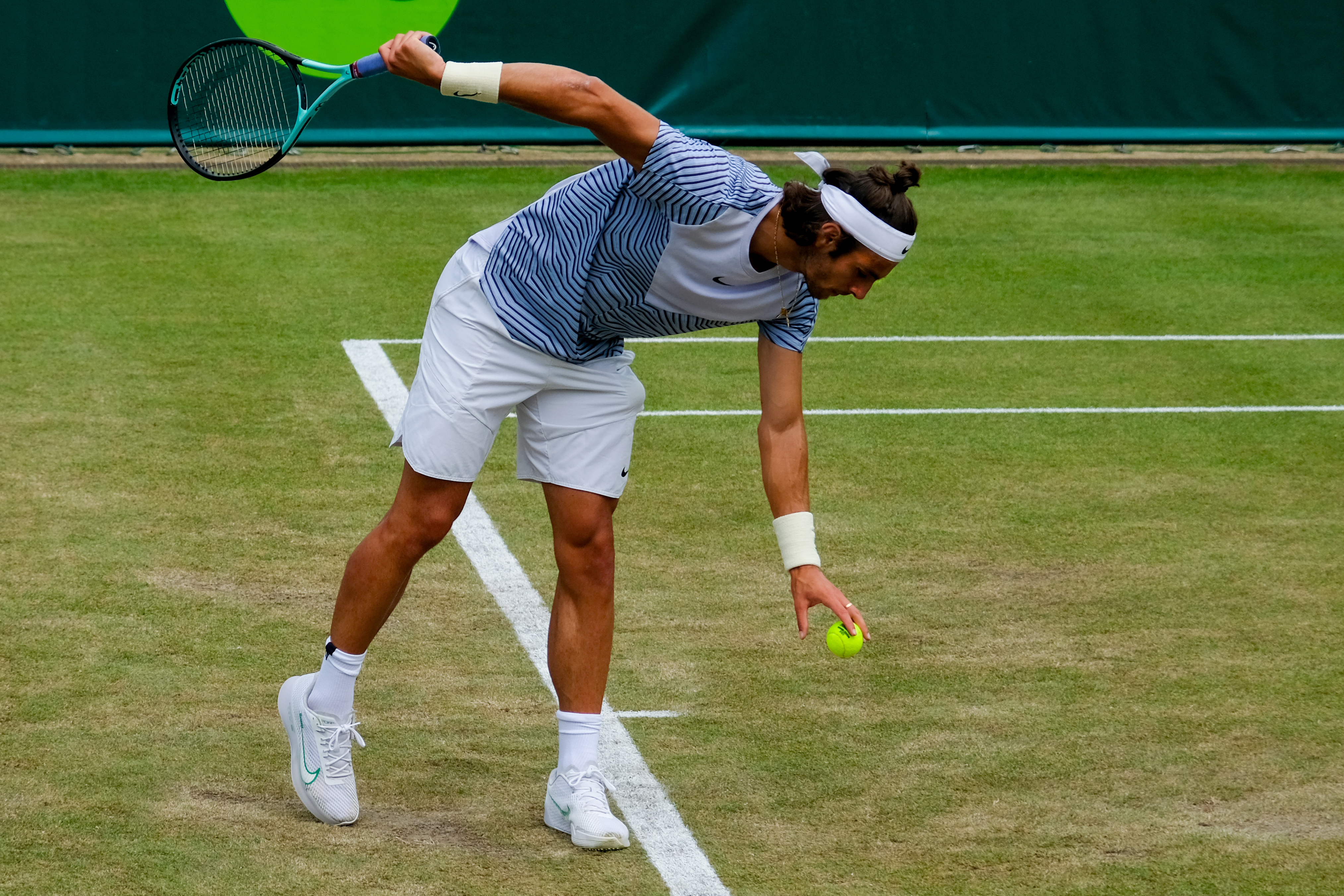
Musetti al servizio nel 2023, durante il torneo esibizione di Boodles Challenge a Stoke Park, Buckinghamshire.

Alla terza partecipazione al Roland Garros, raggiunge per la seconda volta gli ottavi di finale, grazie alle vittorie su Mikael Ymer, Aleksandr Ševčenko e Cameron Norrie. L'accesso ai quarti gli viene impedito dal nº 1 del mondo Carlos Alcaraz, che si impone in tre set. Nel 250 di Stoccarda ottiene la sua prima vittoria ATP su erba a spese del qualificato Borna Gojo. Negli ottavi di finale elimina Grégoire Barrère, prima di arrendersi nei quarti a Frances Tiafoe. Giunge ai quarti di finale anche al Queen's superando Ben Shelton, per poi cedere il passo al nº 6 del mondo Holger Rune. Il 26 giugno sale alla 15ª posizione della classifica ATP. Alla sua terza partecipazione a Wimbledon, supera i primi due turni senza perdere un set e viene estromesso da Hubert Hurkacz in tre set. A Båstad raggiunge la semifinale grazie ai successi su Matteo Arnaldi e, in rimonta, sul qualificato Filip Misolic. Nel penultimo atto viene sconfitto dal nº 4 del mondo Casper Ruud. Nei quarti all'ATP 500 di Amburgo viene sconfitto da Laslo Đere.
In entrambi i Masters 1000 estivi nordamericani viene eliminato in due set da Daniil Medvedev: alla sua prima partecipazione al torneo di Toronto, cede negli ottavi mentre a Cincinnati esce al secondo turno. Agli US Open esce per la prima volta al primo turno, eliminato in cinque set da Titouan Droguet. Nella fase a gironi di Coppa Davis viene sconfitto in due set da Gabriel Diallo nella sfida contro il Canada. Viene poi schierato in doppio con Lorenzo Sonego nella sfida contro il Cile decisiva per l'accesso ai quarti e sconfiggono Alejandro Tabilo / Marcelo Tomás Barrios Vera in tre set. Nel 250 di Chengdu, raggiunge la semifinale battendo l'australiano Philip Sekulic e Arthur Rinderknech prima di cedere a Roman Safiullin. Nel 500 di Pechino elimina Karen Chačanov al primo turno in tre set e viene sconfitto dal nº 2 del mondo Carlos Alcaraz per 6–2, 6–2. Negli ultimi quattro tornei della stagione, compresi i Masters 1000 di Shanghai e Parigi, raccoglie altrettante sconfitte al primo turno. Pur perdendo contro Miomir Kecmanović nella semifinale contro la Serbia, conquista la seconda Coppa Davis nella storia del tennis italiano, 47 anni dopo quella vinta dai Quattro Moschettieri.

### 2024: bronzo ai Giochi Olimpici, semifinale a Wimbledon e 3 finali ATP

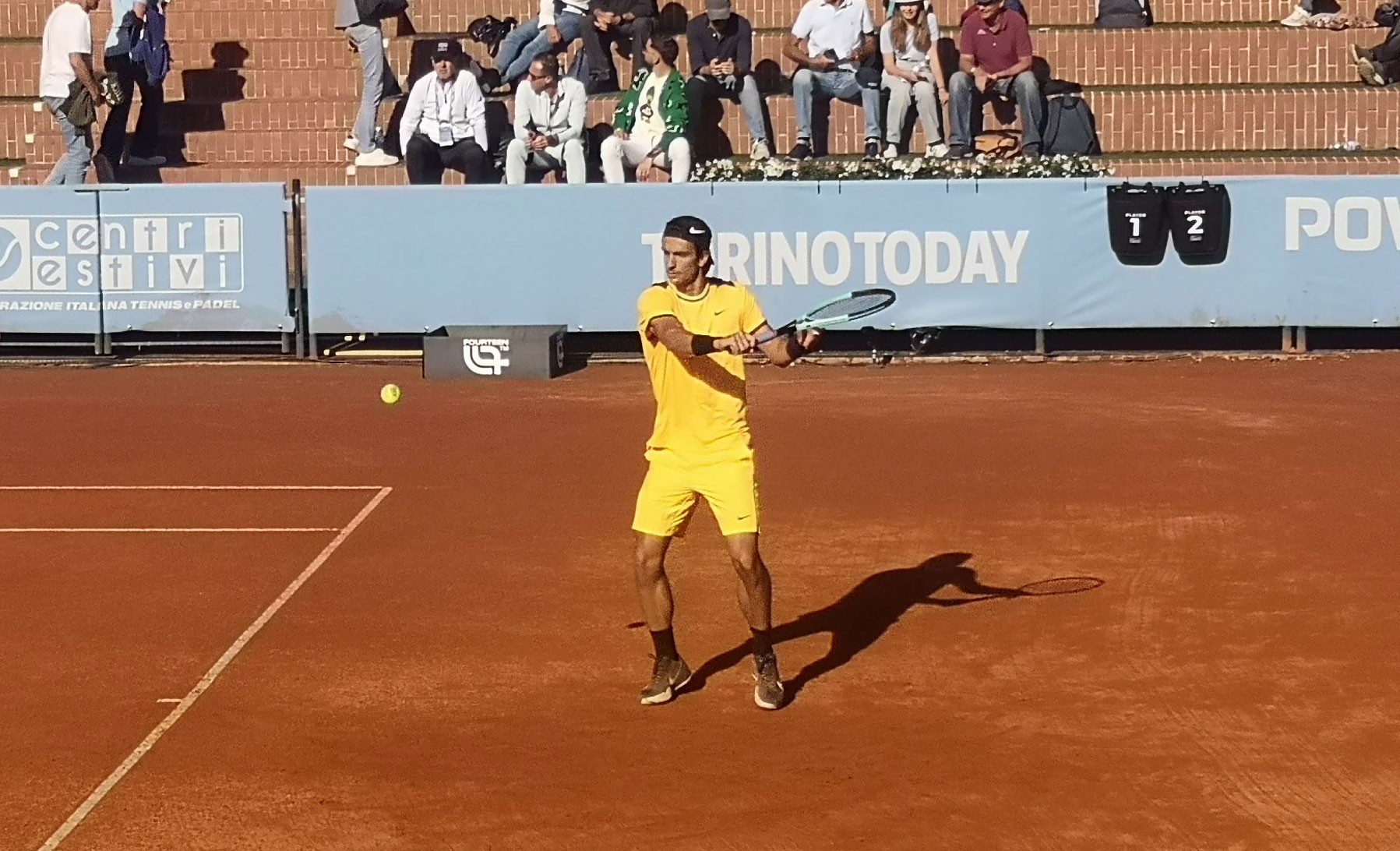
Lorenzo Musetti al Piemonte Open 2024

Dopo sei sconfitte consecutive, torna a vincere nell'ATP 250 di Hong Kong, battendo all'esordio la wild card locale Coleman Wong e perdendo l'incontro successivo. Ad Adelaide supera all'esordio Thompson per poi perdere contro Aleksandr Bublik. Alla sua terza partecipazione vince il suo primo incontro nel tabellone principale degli Australian Open battendo Benjamin Bonzi salvo perdere contro Luca Van Assche al turno successivo in cinque set. Prosegue la sua striscia negativa su cemento non andando mai oltre il secondo turno nei successivi cinque tornei, compreso il Masters 1000 di Indian Wells. Di rilievo è la finale raggiunta in doppio assieme a Lorenzo Sonego all'ATP di Doha dove perdono contro Jamie Murray e Michael Venus. A Miami rompe il trend sconfiggendo nei sedicesimi di finale il top 20 Ben Shelton, tornando a vincere due incontri consecutivi dopo oltre 6 mesi. Negli ottavi si arrende a Carlos Alcaraz.

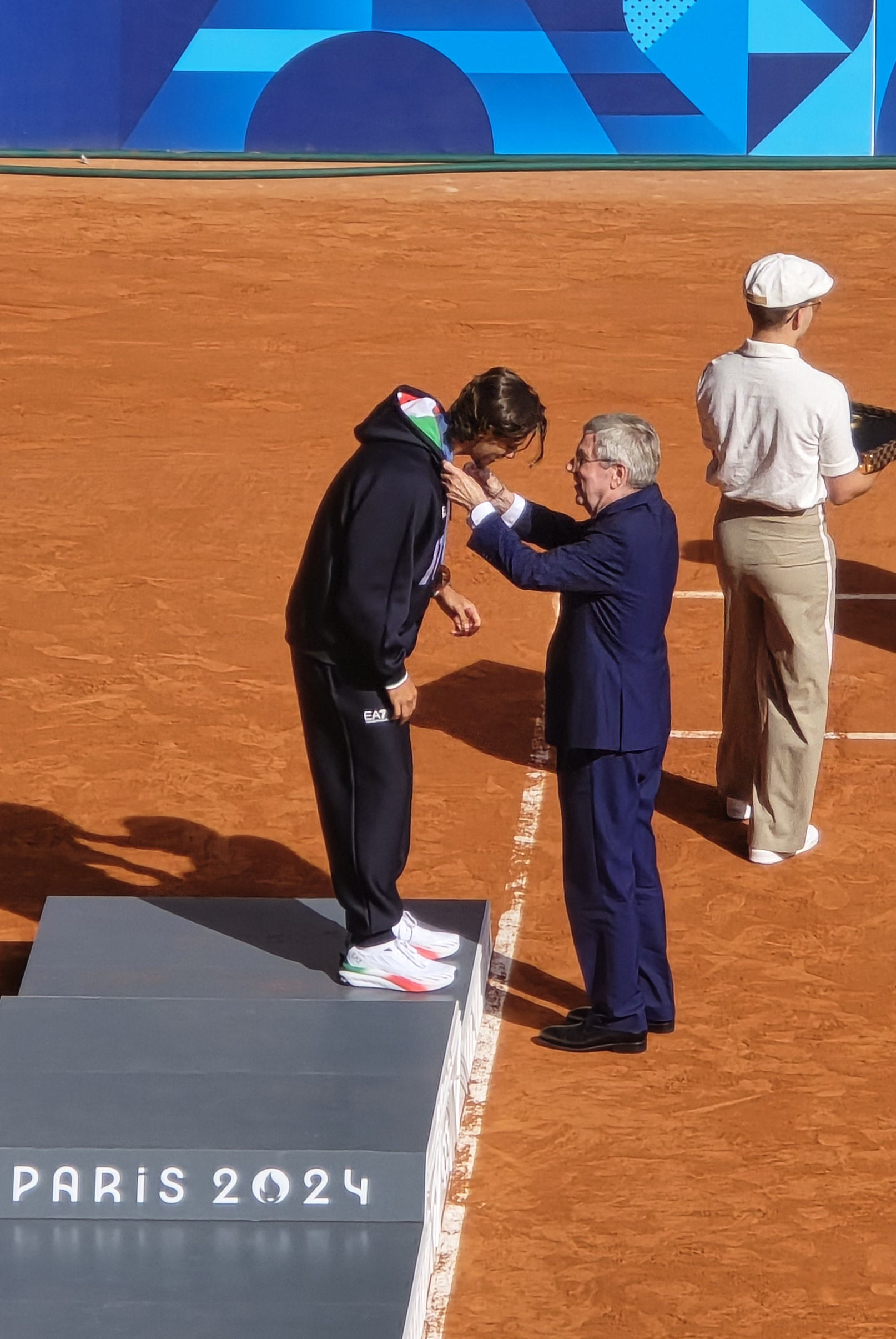
Musetti premiato con la medaglia di bronzo nel singolare maschile ai Giochi olimpici di

All'esordio a Monte Carlo ottiene la sua centesima vittoria ATP contro Fritz, batte poi Arthur Fils e viene eliminato agli ottavi da Djokovic. Dopo due sconfitte consecutive ai tornei di Barcellona e Madrid, raggiunge due finali Challenger a Cagliari (sconfitto da Navone) e Torino (dove perde da Passaro), inframezzate dall'eliminazione al primo turno agli Internazionali d'Italia. Sceso al 31º posto del ranking, all Roland Garros viene eliminato nei sedicesimi di finale dal nº 1 del mondo Djokovic in cinque set.
Al 250 di Stoccarda si spinge per la prima volta fino a una semifinale su erba e viene eliminato da Berrettini dopo aver battuto tra gli altri Bublik. Al Queen's disputa la sua terza finale ATP, la prima sull'erba, grazie ai successi sul nº 7 del mondo de Minaur, Nakashima, Billy Harris e Thompson. Viene sconfitto in due set da Tommy Paul. Diventa poi il quarto italiano a raggiungere la semifinale del singolare maschile a Wimbledon, la sua prima in uno Slam. Elimina tra gli altri Luciano Darderi e Fritz e viene sconfitto dal nº 2 del mondo Djokovic, risultati che lo riportano nella top 20.
Partecipa al torneo sulla terra rossa di Umago per prepararsi al meglio all'imminente Olimpiade e raggiunge la sua quarta finale ATP in carriera, persa contro Francisco Cerúndolo al tie-break del set decisivo. Dopo meno di 24 ore debutta al primo turno dei Giochi olimpici eliminando in due set Gaël Monfils, non perde alcun set anche nei successi su Navone, Fritz e sul campione in carica Alexander Zverev. A impedirgli l'accesso alla finale è sempre il nº 2 del mondo Djoković. Nella finale per il terzo posto si impone su Auger-Aliassime e diventa il secondo tennista italiano di entrambi i sessi a conquistare la medaglia di bronzo in singolare ai Giochi Olimpici, a cento anni di distanza da Uberto de Morpurgo. Esce al primo turno in doppio in coppia con Luciano Darderi.
Al Masters 1000 di Cincinnati elimina Nicolas Jarry per poi arrendersi in due set al futuro finalista Frances Tiafoe. Agli US Open supera Opelka e Kecmanović ed esce al terzo turno per mano di Nakashima. Raggiunge la finale al Chengdu Open e viene sconfitto da Shang Juncheng con il punteggio di 6-7, 1-6, mentre non consegue risultati di rilievo al China Open e allo Shanghai Masters. Si spinge fino alla semifinale al Vienna Open battendo nei quarti in rimonta il nº 3 del mondo Zverev e raccoglie solo sei giochi contro Jack Draper. Nelle finali di Coppa Davis viene impiegato solo nei quarti contro l'Argentina e viene sconfitto da Cerúndolo. L'Italia si qualifica comunque per la semifinale e finirà per vincere il secondo trofeo consecutivo.

### 2025: finale a Monte Carlo, semifinale al Roland Garros e nº 6 ATP
Dopo un ottimo inizio di stagione, con la finale raggiunta al Masters 1000 di Monte Carlo, persa contro Carlos Alcaraz, porta il miglior ranking all'11ª posizione mondiale. Sconfigge Alex de Minaur negli ottavi di finale all'ATP Masters 1000 di Madrid, nei quarti ha la meglio sul lucky loser Gabriel Diallo e perde la semifinale contro Jack Draper, risultati con cui fa il suo ingresso in top 10, alla 9ª posizione. Agli Internazionali d'Italia sconfigge tra gli altri Daniil Medvedev e nei quarti il nº 2 del mondo Alexander Zverev, e perde la semifinale in due set contro Alcaraz. Al termine del torneo sale all'8ª posizione mondiale e la settimana successiva alla 7ª.
Al Roland Garros arriva in semifinale e strappa il primo set ad Alcaraz prima di ritirarsi nel quarto set per un problema muscolare alla gamba sinistra; a fine torneo porta il miglior ranking ATP alla 6ª posizione. L'infortunio gli impedisce di disputare tornei in preparazione a Wimbledon, dove perde al primo turno contro il qualificato Nik'oloz Basilashvili. Esce all'esordio anche sul cemento del Washington Open per mano di Cameron Norrie e scende in 10ª posizione. A Toronto perde al terzo turno contro Alex Michelsen, mentre al successivo Masters di Cincinnati esce al turno di esordio per mano di Benjamin Bonzi. A Cincinnati gareggia anche in doppio in coppia con Lorenzo Sonego, raggiungono la finale e vengono sconfitti da Rajeev Ram / Nikola Mektic al super-tiebreak dopo aver vinto il primo set, risultato con cui entra per la prima volta nella top 100 di specialità, al 94º posto.

## Vita privata
Nel 2020 trasferisce la propria residenza a Monte Carlo. Il 15 marzo 2024 nasce il figlio Ludovico, avuto dalla compagna Veronica Confalonieri. Grande appassionato di calcio, è tifoso della Carrarese.

## Caratteristiche tecniche e stile di gioco
Tennista caratterizzato da una completezza di repertorio (gioco al volo, smorzate, accelerazioni, slice e topspin con entrambi i fondamentali) che l'avevano portato già a livello junior ad un tennis dal livello elevatissimo che è riuscito a mantenere anche a livello di circuito professionistico maggiore grazie a una capacità decisionale superiore che gli fa scegliere il colpo più adatto in base alle circostanze di gioco, senza entrare in confusione tattica per la varietà di soluzioni a sua disposizione.
Il servizio spazia dalle soluzioni piatte, a quelle in slice, e in kick, toccando delle punte di 200 km/h. Da luglio 2022 ha abbandonato la tecnica del foot-up (unire i piedi al servizio, come Nadal) per passare al foot-back (tenere separati i piedi, come Federer). Le seconde palle di servizio, col foot-up, risultavano infatti spesso timide e gli avversari potevano aggredirle facilmente nella risposta.
Ha un rovescio a una mano fra i più completi, che può usare efficacemente sia in topspin che in slice. Ha un buon tempismo nell'anticipo sui colpi in lungolinea, in cui il posizionamento dei piedi che gli dava problemi di stabilità è stato molto migliorato, che gli consente di contrattaccare tempestivamente sulle palle lunghe degli avversari. Usa frequentemente anche il rovescio in slice per rallentare il gioco avversario e cambiare l'inerzia dello scambio.
Nel giocare il diritto, con impugnatura western, utilizzava un'apertura con il gomito destro molto piegato indietro (come quello di Nick Kyrgios) con ampie preparazioni che gli impedivano di usare l'anticipo soprattutto nella risposta al servizio su campi -e quindi palle- veloci, dove era costretto a indietreggiare molto rispetto alla linea di fondo campo e a scegliere una risposta bloccata, ottenendo basse percentuali di punti vinti alla risposta, Per tale motivo si sente più a suo agio sulle superfici più lente come quelle in terra che su quelle veloci. Ultimamente grazie ai consistenti progressi tecnici, sta migliorando sensibilmente il diritto sulle superfici dure medio-veloci.

## Record nazionali
È l'unico tennista italiano ad aver battuto un nº 1 della classifica mondiale nel Masters 1000 di Monte Carlo.
È l'unico tennista italiano ad aver disputato 3 semifinali su erba in una stagione (2024).
È l'unico tennista italiano ad aver disputato la semifinale in tutti i tornei Masters 1000 su terra rossa e al Roland Garros in una stagione (2025).
È l'unico tennista italiano ad aver disputato la semifinale in tutti i tornei Masters 1000 su terra rossa in una stagione (2025).
È il più giovane tennista italiano:
- ad aver vinto un torneo del Grande Slam a livello Juniores (16 anni, 10 mesi, 23 giorni)[7]
- ad aver raggiunto gli ottavi di finale di un torneo Masters 1000 (18 anni, 6 mesi, 14 giorni)[18]
- ad aver raggiunto la semifinale di un torneo ATP 500 (19 anni, 16 giorni)[19]
- ad aver raggiunto gli ottavi di finale alla prima presenza nel tabellone principale di un Major (19 anni, 3 mesi, 4 giorni), impresa compiuta prima di lui nell'era Open soltanto da Francesco Cancellotti[20]
- ad aver vinto un torneo del circuito maggiore sconfiggendo in finale un top 10 (20 anni, 4 mesi, 21 giorni)[11]
- ad aver conquistato la Coppa Davis (21 anni, 8 mesi, 23 giorni)
- ad aver disputato una finale ATP sull'erba (22 anni, 3 mesi, 20 giorni)
- ad aver vinto una medaglia olimpica (22 anni, 5 mesi)

## Statistiche

### Singolare

#### Vittorie (2)
| Legenda              |
| Grande Slam (0)      |
| ATP Finals (0)       |
| ATP Masters 1000 (0) |
| ATP Tour 500 (1)     |
| ATP Tour 250 (1)     |

| N. | Data            | Torneo                         | Superficie  | Avversario in finale | Punteggio        |
| 1. | 24 luglio 2022  | Hamburg European Open, Amburgo | Terra rossa | Carlos Alcaraz       | 6–4, 6(6)–7, 6–4 |
| 2. | 23 ottobre 2022 | Tennis Napoli Cup, Napoli      | Cemento     | Matteo Berrettini    | 7–6(5), 6–2      |

#### Finali perse (4)
| Legenda              |
| Grande Slam (0)      |
| ATP Finals (0)       |
| ATP Masters 1000 (1) |
| ATP Tour 500 (1)     |
| ATP Tour 250 (2)     |

| N. | Data              | Torneo                             | Superficie  | Avversario in finale | Punteggio        |
| 1. | 23 giugno 2024    | Queen's Club Championships, Londra | Erba        | Tommy Paul           | 1–6, 6(8)–7      |
| 2. | 27 luglio 2024    | Croatia Open Umag, Umago           | Terra rossa | Francisco Cerúndolo  | 6–2, 4–6, 6(5)–7 |
| 3. | 24 settembre 2024 | Chengdu Open, Chengdu              | Cemento     | Shang Juncheng       | 6(4)–7, 1–6      |
| 4. | 13 aprile 2025    | Monte Carlo Masters, Monte Carlo   | Terra rossa | Carlos Alcaraz       | 6–3, 1–6, 0–6    |

### Doppio

#### Finali perse (2)
| Legenda doppio       |
| Grande Slam (0)      |
| ATP Finals (0)       |
| ATP Masters 1000 (1) |
| ATP Tour 500 (0)     |
| ATP Tour 250 (1)     |

| N. | Data             | Torneo                      | Superficie | Compagno       | Avversari in finale        | Punteggio           |
| 1. | 25 febbraio 2024 | Qatar Open, Doha            | Cemento    | Lorenzo Sonego | Jamie Murray Michael Venus | 6(0)–7, 6–2, [8–10] |
| 2. | 17 agosto 2025   | Cincinnati Open, Cincinnati | Cemento    | Lorenzo Sonego | Nikola Mektić Rajeev Ram   | 6–4, 3–6, [5–10]    |

### Coppa Davis

#### Le annate vincenti
| Edizione | Compagni di squadra                                                | Turno/Avversario |
| -------- | ------------------------------------------------------------------ | --- |
| 2023     | Matteo Arnaldi, Simone Bolelli, Jannik Sinner, Lorenzo Sonego      | RR: Canada-Italia 3–0, Italia-Cile 3–0 e Italia-Svezia 2–1 QF: Italia-Paesi Bassi 2–1 SF: Italia-Serbia 2–1 F: Australia-Italia 0–2            |
| 2024     | Matteo Berrettini, Simone Bolelli, Jannik Sinner, Andrea Vavassori | RR: Italia-Brasile 2–1, Italia-Belgio 2–1 e Italia-Paesi Bassi 2–1 QF: Italia-Argentina 2–1 SF: Italia-Australia 2–0 F: Italia-Paesi Bassi 2–0 |

### Tornei minori

#### Singolare

##### Vittorie (4)
| Legenda tornei minori |
| Challenger (2)        |
| Futures (2)           |

| N. | Data              | Torneo                      | Superficie  | Avversario in finale | Punteggio      |
| 1. | 20 ottobre 2019   | M15 Antalya, Adalia         | Terra rossa | Fábián Marozsán      | 7–5, 6–2       |
| 2. | 27 ottobre 2019   | M15 Antalya, Adalia         | Terra rossa | Ronald Slobodchikov  | 6–4, 6–1       |
| 3. | 26 settembre 2020 | Forlì Challenger, Forlì     | Terra rossa | Thiago Monteiro      | 7–6(2), 7–6(5) |
| 4. | 5 giugno 2022     | Forlì Challenger, Forlì (2) | Terra rossa | Francesco Passaro    | 2–6, 6–3, 6–2  |

##### Finali perse (4)
| Legenda tornei minori |
| Challenger (4)        |
| Futures (0)           |

| N. | Data             | Torneo                     | Superficie     | Avversario in finale | Punteggio        |
| -- | ---------------- | -------------------------- | -------------- | -------------------- | ---------------- |
| 1. | 31 gennaio 2021  | Antalya Challenger, Adalia | Terra rossa    | Jaume Munar          | 7–6(7), 2–6, 2–6 |
| 2. | 21 febbraio 2021 | Biella Challenger, Biella  | Cemento indoor | Kwon Soon-woo        | 2–6, 3–6         |
| 3. | 5 maggio 2024    | Sardegna Open, Cagliari    | Terra rossa    | Mariano Navone       | 5–7, 1–6         |
| 4. | 19 maggio 2024   | Torino Challenger, Torino  | Terra rossa    | Francesco Passaro    | 3–6, 5–7         |

#### Doppio

##### Vittorie (1)
| Legenda tornei minori |
| Challenger (0)        |
| Futures (1)           |

| N. | Data           | Torneo                                                 | Superficie  | Compagno        | Avversari in finale            | Punteggio        |
| 1. | 5 ottobre 2019 | M25 Santa Margherita di Pula, Santa Margherita di Pula | Terra rossa | Giulio Zeppieri | Bruno Sant'Anna Giovanni Fonio | 6–3, 1–6, [10–8] |

### Tornei juniores del Grande Slam

#### Vittorie (1)
| Tornei del Grande Slam  |
| ----------------------- |
| Australian Open (1)     |
| Open di Francia (0)     |
| Torneo di Wimbledon (0) |
| US Open (0)             |

| N. | Data            | Torneo                     | Superficie | Avversaria in finale | Punteggio         |
| 1. | 26 gennaio 2019 | Australian Open, Melbourne | Cemento    | Emilio Nava          | 4–6, 6–2, 7–6(12) |

#### Sconfitte (1)
| Tornei del Grande Slam  |
| ----------------------- |
| Australian Open (0)     |
| Open di Francia (0)     |
| Torneo di Wimbledon (0) |
| US Open (1)             |

| N. | Data            | Torneo            | Superficie | Avversaria in finale | Punteggio     |
| 1. | 29 gennaio 2022 | US Open, New York | Cemento    | Thiago Seyboth Wild  | 1–6, 6–2, 2–6 |

## Risultati in progressione

### Singolare
| V | F | SF | QF | #T | RR | Q# | A | Z# | PO | O | F-A | SF-B | ND |

(V) Torneo vinto; raggiunto (F) finale, (SF) semifinale, (QF) quarti di finale, (#T) turni 4, 3, 2, 1; (RR) round - robin; (Q#) Turno di qualificazione; (A) assente dal torneo; (Z#) Zona gruppo Coppa Davis/Fed Cup (con indicazione numero); (PO) play-off Coppa Davis o Fed Cup; vinto un (O) oro, (F-A) argento o (SF-B) bronzo ai Giochi Olimpici; (ND) torneo non disputato.
Statistiche aggiornate al Cincinnati Open 2025
| Torneo                     | 2019          | 2020          | 2021          | 2022          | 2023          | 2024          | 2025          | Titoli       | V-S          | V%           |
| Grande Slam                |               |               |               |               |               |               |               |              |              |              |
| Australian Open            | A             | Q3            | Q1            | 1T            | 1T            | 2T            | 3T            | 0 / 4        | 3–4          | 43%          |
| Roland Garros              | A             | A             | 4T            | 1T            | 4T            | 3T            | SF            | 0 / 5        | 13–5         | 72%          |
| Wimbledon                  | A             | ND            | 1T            | 1T            | 3T            | SF            | 1T            | 0 / 5        | 7–5          | 58%          |
| US Open                    | A             | A             | 2T            | 3T            | 1T            | 3T            |               | 0 / 4        | 5–4          | 56%          |
| Vittorie-Sconfitte         | -             | -             | 4–3           | 2–4           | 5–4           | 10–4          | 7–3           | 0 / 18       | 28–18        | 61%          |
| Torneo di fine anno        |               |               |               |               |               |               |               |              |              |              |
| Next Gen ATP Finals        | NQ            | ND            | RR            | RR            | A             | A             | A             | 0 / 2        | 2–4          | 33%          |
| Vittorie-Sconfitte         | -             | -             | 1–2           | 1–2           | -             | -             | -             | 0 / 2        | 2–4          | 33%          |
| Nazionale                  |               |               |               |               |               |               |               |              |              |              |
| Giochi Olimpici            | Non disputati | Non disputati | 1T            | Non disputati | Non disputati | SF-B          | ND            | 0 / 2        | 5–2          | 71%          |
| Coppa Davis                | A             | ND            | QF            | SF            | V             | V             |               | 2 / 4        | 2–5          | 29%          |
| United Cup                 | Non disputata | Non disputata | Non disputata | Non disputata | F             | A             | A             | 0 / 1        | 4–1          | 80%          |
| Vittorie-Sconfitte         | -             | -             | 0–1           | 2–2           | 4–3           | 5–2           | -             | 2 / 7        | 11–8         | 61%          |
| ATP Tour Masters 1000      |               |               |               |               |               |               |               |              |              |              |
| Indian Wells               | A             | ND            | 1T            | 2T            | 2T            | 3T            | 3T            | 0 / 5        | 3–5          | 38%          |
| Miami                      | A             | ND            | 3T            | 1T            | 2T            | 4T            | 4T            | 0 / 5        | 6–5          | 55%          |
| Monte Carlo                | A             | ND            | 1T            | 3T            | QF            | 3T            | F             | 0 / 5        | 12–5         | 71%          |
| Madrid                     | A             | ND            | Q2            | 3T            | 2T            | 2T            | SF            | 0 / 4        | 6–4          | 60%          |
| Roma                       | Q1            | 3T            | 2T            | A             | 4T            | 1T            | SF            | 0 / 5        | 9–5          | 64%          |
| Montréal/Toronto           | A             | ND            | A             | A             | 3T            | A             | 3T            | 0 / 2        | 3–2          | 60%          |
| Cincinnati                 | A             | A             | Q1            | 1T            | 2T            | 2T            | 2T            | 0 / 4        | 2–4          | 33%          |
| Shanghai                   | A             | Non disputato | Non disputato | Non disputato | 1T            | 2T            |               | 0 / 2        | 0–2          | 0%           |
| Parigi                     | A             | A             | 2T            | QF            | 1T            | 1T            |               | 0 / 4        | 4–4          | 50%          |
| Vittorie-Sconfitte         | -             | 2–1           | 4–5           | 8–6           | 8–9           | 6–8           | 17–7          | 0 / 36       | 45–36        | 56%          |
| ATP Tour 500               |               |               |               |               |               |               |               |              |              |              |
| Rotterdam                  | A             | A             | A             | QF            | A             | 1T            | A             | 0 / 2        | 2–2          | 50%          |
| Rio de Janeiro             | A             | A             | A             | A             | 1T            | A             | A             | 0 / 1        | 0–1          | 0%           |
| Dubai                      | A             | 1T            | A             | 1T            | A             | 1T            | A             | 0 / 3        | 0–3          | 0%           |
| Acapulco                   | A             | A             | SF            | A             | A             | A             | A             | 0 / 1        | 3–1          | 75%          |
| Barcellona                 | A             | ND            | 2T            | 3T            | SF            | 2T            | A             | 0 / 4        | 5–4          | 56%          |
| Londra                     | A             | ND            | A             | 1T            | QF            | F             | A             | 0 / 3        | 6–3          | 67%          |
| Amburgo                    | A             | A             | A             | V             | QF            | A             | A             | 1 / 2        | 7–1          | 80%          |
| Washington                 | A             | ND            | A             | A             | A             | A             | 2T            | 0 / 1        | 0–1          | 0%           |
| Pechino                    | A             | Non disputato | Non disputato | Non disputato | 2T            | 2T            |               | 0 / 2        | 2–2          | 50%          |
| Vienna                     | A             | A             | 1T            | A             | 1T            | SF            |               | 0 / 3        | 2–3          | 40%          |
| Basilea                    | A             | Non disputato | Non disputato | 1T            | A             | A             |               | 0 / 1        | 0–1          | 0%           |
| Vittorie-Sconfitte         | -             | 0–1           | 4–3           | 9–5           | 7–6           | 7–6           | 0–1           | 1 / 23       | 27–22        | 55%          |
| ATP Tour 250               |               |               |               |               |               |               |               |              |              |              |
| Hong Kong                  | Non disputato | Non disputato | Non disputato | Non disputato | Non disputato | 2T            | QF            | 0 / 2        | 2–2          | 50%          |
| Adelaide                   | ND            | A             | ND            | 1T            | A             | QF            | A             | 0 / 2        | 1–2          | 33%          |
| Marsiglia                  | A             | A             | A             | A             | A             | 2T            | A             | 0 / 1        | 1–1          | 50%          |
| Buenos Aires               | A             | A             | A             | A             | QF            | A             | QF            | 0 / 2        | 2–1          | 67%          |
| Pune                       | A             | A             | ND            | QF            | A             | Non disputato | Non disputato | 0 / 1        | 1–1          | 50%          |
| Doha                       | A             | A             | A             | A             | A             | 1T            | 500           | 0 / 1        | 0–1          | 0%           |
| Lione                      | A             | ND            | SF            | A             | A             | A             | ND            | 0 / 1        | 3–1          | 75%          |
| Marrakech                  | A             | Non disputato | Non disputato | QF            | QF            | A             | A             | 0 / 2        | 3–2          | 60%          |
| Estoril                    | A             | ND            | A             | A             | A             | 2T            | ND            | 0 / 1        | 0–1          | 0%           |
| Parma                      | Non disputato | Non disputato | 2T            | Non disputato | Non disputato | Non disputato | Non disputato | 0 / 1        | 1–1          | 50%          |
| Stoccarda                  | A             | ND            | A             | 1T            | QF            | SF            | A             | 0 / 3        | 5–3          | 63%          |
| Båstad                     | A             | ND            | 1T            | 1T            | SF            | A             | A             | 0 / 3        | 2–3          | 40%          |
| Umago                      | A             | ND            | A             | 2T            | A             | F             | A             | 0 / 2        | 4–2          | 67%          |
| Winston-Salem              | A             | ND            | 1T            | 2T            | A             | A             |               | 0 / 2        | 0–2          | 0%           |
| Chengdu                    | A             | Non disputato | Non disputato | Non disputato | SF            | F             |               | 0 / 2        | 5–2          | 71%          |
| Metz                       | A             | ND            | A             | 1T            | A             | A             |               | 0 / 1        | 0–1          | 0%           |
| Astana                     | ND            | A             | 2T            | 500           | A             | A             |               | 0 / 1        | 1–1          | 50%          |
| Sofia                      | A             | A             | 1T            | SF            | 2T            | Non disputato | Non disputato | 0 / 3        | 2–3          | 40%          |
| Firenze                    | Non disputato | Non disputato | Non disputato | SF            | Non disputato | Non disputato | Non disputato | 0 / 1        | 2–1          | 67%          |
| Pula/Cagliari              | ND            | SF            | QF            | Non disputato | Non disputato | Non disputato | Non disputato | 0 / 2        | 5–2          | 71%          |
| Napoli                     | Challenger    | Challenger    | Challenger    | V             | Non disputato | Non disputato | Non disputato | 1 / 1        | 4–0          | 100%         |
| Anversa/Bruxelles          | A             | A             | 2T            | A             | A             | A             |               | 0 / 1        | 1–1          | 50%          |
| Vittorie-Sconfitte         | -             | 3–1           | 8–8           | 12–10         | 8–5           | 12–8          | 2–1           | 1 / 36       | 45–34        | 57%          |
| Statistiche carriera       |               |               |               |               |               |               |               |              |              |              |
|                            | 2019          | 2020          | 2021          | 2022          | 2023          | 2024          | 2025          | Titoli       | V–S          | V%           |
| Tornei ATP disputati       | 0             | 3             | 20            | 28            | 27            | 27            | 13            | 118          | 118          | 118          |
| Finali ATP perse           | 0             | 0             | 0             | 0             | 0             | 3             | 1             | 4            | 4            | 4            |
| Tornei ATP vinti           | 0             | 0             | 0             | 2             | 0             | 0             | 0             | 2            | 2            | 2            |
| Statistiche per superficie |               |               |               |               |               |               |               |              |              |              |
| Cemento                    | 0–0           | 0–1           | 10–13         | 20–19         | 10–14         | 16–17         | 7–7           | 1 / 65       | 63–72        | 47%          |
| Erba                       | 0–0           | 0–0           | 0–1           | 0–3           | 6–3           | 12–3          | 0–1           | 0 / 11       | 18–11        | 62%          |
| Terra battuta              | 0–0           | 5–2           | 11–8          | 14–7          | 16–11         | 12–8          | 19–4          | 1 / 40       | 77–40        | 66%          |
| Vittorie-Sconfitte         | 0–0           | 5–3           | 21–22         | 34–29         | 32–29         | 40–28         | 26–12         | 158–123      | 158–123      | 158–123      |
| Vittorie (%)               | –             | 63%           | 49%           | 54%           | 52%           | 59%           | 68%           | 56.23%       | 56.23%       | 56.23%       |
| Ranking                    | 361           | 128           | 59            | 23            | 27            | 17            |               | 10 347 518 $ | 10 347 518 $ | 10 347 518 $ |

## Testa a testa con altri giocatori

### Testa a testa con giocatori classificati top 10
Testa a testa di Musetti contro giocatori che si sono classificati nº10 o superiore nella classifica del ranking mondiale.
| Giocatore                               | Periodo   | Incontri | Record | V%     | Cemento        | Erba         | Terra          | Ultimo incontro                                                   |
| --------------------------------------- | --------- | -------- | ------ | ------ | -------------- | ------------ | -------------- | ----------------------------------------------------------------- |
| Giocatori classificati nº1 del ranking  |           |          |        |        |                |              |                |                                                                   |
| Daniil Medvedev                         | 2023–2025 | 3        | 1–2    | 33%    | 0–2            | –            | 1–0            | Vinto (7–5, 6–4) Roma 2025 4º Turno                               |
| Carlos Alcaraz                          | 2022–2025 | 7        | 1–6    | 14%    | 0–2            | –            | 1–4            | Perso (6–4, 63–7, 0–6, 0–2, rit.) Open di Francia 2025 Semifinale |
| Novak Đoković                           | 2021–2025 | 9        | 1–8    | 11%    | 0–3            | 0–1          | 1–4            | Perso (2–6, 2–6) Miami 2025 4º Turno                              |
| Jannik Sinner                           | 2021–2023 | 2        | 0–2    | 0%     | 0–1            | –            | 0–1            | Perso (2–6, 2–6) Monte Carlo 2023 Quarti di finale                |
| Giocatori classificati nº2 del ranking  |           |          |        |        |                |              |                |                                                                   |
| Alexander Zverev                        | 2022–2025 | 4        | 3–1    | 75%    | 1–0            | –            | 2–1            | Vinto (7–6(1), 6–4) Roma 2025 Quarti di finale                    |
| Casper Ruud                             | 2022–2023 | 2        | 1–1    | 50%    | 1–0            | –            | 0–1            | Perso (3–6, 5–7) Båstad 2023 Semifinale                           |
| Giocatori classificati nº3 del ranking  |           |          |        |        |                |              |                |                                                                   |
| Stan Wawrinka                           | 2020      | 1        | 1–0    | 100%   | –              | –            | 1–0            | Vinto (6–0, 7–6(2)) Roma 2020 1º Turno                            |
| Marin Čilić                             | 2021–2022 | 2        | 1–1    | 50%    | 1–1            | –            | –              | Vinto (6–4, 6–4) Parigi 2022 1º Turno                             |
| Grigor Dimitrov                         | 2021–2023 | 3        | 1–2    | 33%    | 1–2            | –            | –              | Perso (3–6, 4–6) Parigi 2023 1º Turno                             |
| Stefanos Tsitsipas                      | 2021–2025 | 7        | 2–5    | 29%    | 0–1            | –            | 2–4            | Vinto (7–5, 7–6(3)) Madrid 2025 3º Turno                          |
| Giocatori classificati nº4 del ranking  |           |          |        |        |                |              |                |                                                                   |
| Kei Nishikori                           | 2020      | 1        | 1–0    | 100%   | –              | –            | 1–0            | Vinto (6–3, 6–4) Roma 2020 2º Turno                               |
| Taylor Fritz                            | 2022–2024 | 5        | 3–2    | 60%    | 0–1            | 1–1          | 2–0            | Vinto (6–4, 7–5) Olimpiadi 2024 3º Turno                          |
| Holger Rune                             | 2023–2025 | 3        | 1–2    | 33%    | 0–1            | 0–1          | 1–0            | Vinto (7–5, 3–6, 6–3, 6–2) Open di Francia 2025 4º Turno          |
| Jack Draper                             | 2022–2025 | 4        | 0–4    | 0%     | 0–3            | –            | 0–1            | Perso (3–6, 6(4)–7) Madrid 2025 Semifinale                        |
| Giocatori classificati nº5 del ranking  |           |          |        |        |                |              |                |                                                                   |
| Andrej Rublëv                           | 2020      | 1        | 0–1    | 0%     | 0–1            | –            | –              | Perso (4–6, 4–6) Dubai 2020 1º Turno                              |
| Giocatori classificati nº6 del ranking  |           |          |        |        |                |              |                |                                                                   |
| Alex de Minaur                          | 2022–2025 | 4        | 3–1    | 75%    | 0–1            | 1–0          | 2–0            | Vinto (6–4, 6–2) Madrid 2025 4º Turno                             |
| Matteo Berrettini                       | 2022–2025 | 3        | 2–1    | 67%    | 1–0            | 0–1          | 1–0            | Vinto (6–3, 6–3) Monte Carlo 2025 3° Turno                        |
| Gaël Monfils                            | 2021–2024 | 3        | 2–1    | 67%    | 0–1            | –            | 2–0            | Vinto (6–1, 6–4) Olimpiadi 2024 1º Turno                          |
| Ben Shelton                             | 2023–2025 | 3        | 2–1    | 67%    | 1–1            | 1–0          | –              | Perso (3–6, 6–3, 4–6, 6(5)–7) Australian Open 2025 3º Turno       |
| Félix Auger-Aliassime                   | 2021–2025 | 7        | 4–3    | 57%    | 1–2            | –            | 3–1            | Vinto (4–6, 6–2, 6–3) Miami 2025 3º Turno                         |
| Hubert Hurkacz                          | 2021–2023 | 4        | 2–2    | 50%    | 1–0            | 0–2          | 1–0            | Perso (6(4)–7, 4–6, 4–6) Torneo di Wimbledon 2023 3º Turno        |
| Giocatori classificati nº7 del ranking  |           |          |        |        |                |              |                |                                                                   |
| David Goffin                            | 2021–2024 | 3        | 2–1    | 67%    | 1–1            | –            | 1–0            | Perso (6–1, 6(6)–7, 2–6) Shanghai 2024 2º Turno                   |
| Richard Gasquet                         | 2022      | 1        | 0–1    | 0%     | 0–1            | –            | –              | Perso (6(5)–7, 6–4, 1–6) Winston-Salem 2022 2º Turno              |
| Giocatori classificati nº8 del ranking  |           |          |        |        |                |              |                |                                                                   |
| Karen Chačanov                          | 2023      | 1        | 1–0    | 100%   | 1–0            | –            | –              | Vinto (6–3, 1–6, 6–2) Pechino 2023 1º Turno                       |
| Cameron Norrie                          | 2023–2025 | 3        | 2–1    | 67%    | 0–1            | –            | 2–0            | Perso (6–3, 2–6, 3–6) Washington 2025 2º Turno                    |
| Diego Schwartzman                       | 2021–2022 | 3        | 1–2    | 33%    | 1–0            | –            | 0–2            | Perso (4–6, 5–7) Barcellona 2022 3º Turno                         |
| Tommy Paul                              | 2024      | 1        | 0–1    | 0%     | –              | 0–1          | –              | Perso (1–6, 6(8)–7) Queen’s 2024 Finale                           |
| Giocatori classificati nº10 del ranking |           |          |        |        |                |              |                |                                                                   |
| Denis Shapovalov                        | 2024–2025 | 2        | 2–0    | 100%   | 2–0            | –            | –              | Vinto (7–6(3), 7–6(6), 6–2) Australian Open 2025 2º Turno         |
| Frances Tiafoe                          | 2021–2025 | 6        | 3–3    | 50%    | 1–2            | 0–1          | 2–0            | Vinto (6–2, 4–6, 7–5, 6–2) Open di Francia 2025 Quarti di finale  |
| Totale                                  | 2020–2025 | 98       | 43–55  | 43,88% | 14–28 (33,33%) | 3–8 (27,27%) | 26–19 (57,78%) | * Statistiche aggiornate al 15 agosto 2025.                       |

### Vittorie contro top 10 per stagione
| Anno     | 2019 | 2020 | 2021 | 2022 | 2023 | 2024 | 2025 | Totale |
| -------- | ---- | ---- | ---- | ---- | ---- | ---- | ---- | ------ |
| Vittorie | 0    | 0    | 1    | 3    | 1    | 3    | 5    | 13     |

| Anno | N.  | Avversario            | Ranking | Torneo                              | Superficie  | Turno | Punteggio          |
| 2021 | 1.  | Diego Schwartzman     | 9       | Abierto Mexicano de Tenis, Acapulco | Cemento     | 1T    | 6–3, 2–6, 6–4      |
| 2022 | 2.  | Félix Auger-Aliassime | 9       | Monte Carlo Masters, Monte Carlo    | Terra rossa | 2T    | 6–2, 7–6(2)        |
| 2022 | 3.  | Carlos Alcaraz        | 6       | Hamburg European Open, Amburgo      | Terra rossa | F     | 6–4, 6(6)–7, 6–4   |
| 2022 | 4.  | Casper Ruud           | 4       | Paris Masters, Parigi               | Cemento (i) | 3T    | 4–6, 6–4, 6–4      |
| 2023 | 5.  | Novak Đoković         | 1       | Monte Carlo Masters, Monte Carlo    | Terra rossa | 3T    | 4–6, 7–5, 6–4      |
| 2024 | 6.  | Alex de Minaur        | 7       | Queen's Club Championships, Londra  | Erba        | 1T    | 1–6, 6–4, 6–2      |
| 2024 | 7.  | Alexander Zverev      | 4       | Olimpiadi, Parigi                   | Terra rossa | QF    | 7–5, 7–5           |
| 2024 | 8.  | Alexander Zverev (2)  | 3       | Vienna Open, Vienna                 | Cemento     | QF    | 2–6, 7–6(5), 6–4   |
| 2025 | 9.  | Stefanos Tsitsipas    | 8       | Monte Carlo Masters, Monte Carlo    | Terra rossa | QF    | 1–6, 6–3, 6–4      |
| 2025 | 10. | Alex de Minaur (2)    | 10      | Monte Carlo Masters, Monte Carlo    | Terra rossa | SF    | 1–6, 6–4, 7–6(4)   |
| 2025 | 11. | Alex de Minaur (3)    | 7       | Madrid Open, Madrid                 | Terra rossa | 4T    | 6–4, 6–2           |
| 2025 | 12. | Alexander Zverev (3)  | 2       | Internazionali d'Italia, Roma       | Terra rossa | QF    | 7–6(1), 6–4        |
| 2025 | 13. | Holger Rune           | 10      | Roland Garros, Parigi               | Terra rossa | 4T    | 7–5, 3–6, 6–3, 6–2 |